# Zygmunt Habsburg
Zygmunt Habsburg: Zygmunt Habsburg, zwany również Zygmunt von Österreich lub Zygmunt der Münzreiche (ur. 26 października 1427 w Innsbrucku, zm. 4 marca 1496 tamże) – arcyksiążę Austrii, regent Tyrolu i Austrii Przedniej, kolejny władca Tyrolu z dynastii Habsburgów.
Zygmunt należał do leopoldyńskiej linii Habsburgów. Był synem księcia Fryderyka IV Habsburga i jego drugiej żony księżniczki Anny Brunszwickiej z Getyngi (1390–1432), córki księcia Fryderyka Brunszwickiego i jego żony księżniczki Anny saskiej z Saksonii-Wittenbergi.
Pierwotnie miał zawrzeć związek małżeński z francuską księżniczką Radegundą, ale ta zmarła w 1445, zanim małżeństwo zostało zawarte. 12 lutego 1449 w Innsbrucku ożenił się z księżniczką Eleonorą Szkocką (1431–1480), młodszą od niego o 4 lata, córką króla Jakuba I króla Szkocji i jego żony Joanny Beaufort. Eleonora zmarła jednak podczas porodu, wraz z dzieckiem – Wolfgangiem 20 listopada 1480. Zwraca uwagę – jak na tamte czasy – bardzo późny wiek Eleonory, która liczyła wówczas 49 lat.
Cztery lata później Zygmunt ożenił się więc po raz drugi. Mając 57 lat, 24 lutego 1484, pojął za żonę 16-letnią księżniczkę Katarzyną Saską (1468–1524), córkę księcia Saksonii Albrechta Odważnego i jego żony księżniczki Zdenki z Podiebradów. Małżeństwo pozostawało bezdzietne. Podobno jednak Zygmunt posiadał liczne potomstwo nieślubne.
W chwili śmierci swego ojca, Zygmunt miał 12 lat. Jego opiekunem został Fryderyk III Habsburg. Jednakże Zygmuntowi przysługiwał w spadku Tyrol, który był dla Fryderyka lukratywnym źródłem dochodów. Dlatego też Fryderyk trzymał Zygmunta niemalże jak w niewoli. Dopiero, gdy tyrolskie stany zagroziły mu wojną, uwolnił młodego księcia. W 1446, mając 19 lat objął władzę nad Tyrolem i Austrią Przednią, osiadając w Innsbrucku. Od razu popadł w konflikt z Mikołajem z Kuzy, ówczesnym biskupem Brixen. Spierano się o obszary leżące w obrębie tyrolskich dolin: Inntal, Eisacktal i Pustertal. Spór ten doprowadził do tego, że Zygmunta wyklęto. Później 10 maja 1458 otrzymał Austrię Przednią od Albrechta IV Mądrego (władcy Bawarii).
Jako że wskutek swego rozrzutnego stylu życia popadł w długi, sprzedał w 1469 Karolowi Śmiałemu (księciu Burgundii, zwanemu też Karolem Zuchwałym) Hrabstwo Pfirt, Alzację i inne miasta. Zachował dla siebie jednak prawo odkupu. Od stylu życia pochodzi zresztą jego przydomek. Karol Śmiały (Zuchwały) zamierzał połączyć swoje terytoria, które były rozdzielone właśnie Alzacją i Lotaryngią. Wiedział bowiem o kłopotach finansowych Zygmunta i był pewien, że uzyskał Alzację na stałe, ponieważ Zygmunt nie był w stanie spłacić sumy zastawu. Plany Karola Śmiałego pokrzyżował jego zażarty wróg – król francuski Ludwik XI. Przekazał pokaźną sumę pieniędzy Zygmuntowi, by ten spłacił dług i zażądał od Karola Śmiałego oddania Alzacji. W toku rozpoczętych walk Karol Zuchwały w 1477 poniósł śmierć, jego córka Maria Burgundzka została wydana za arcyksięcia (późniejszego cesarza) Maksymiliana I Habsburga, a jego państwo zostało podzielone między Walezjuszów a Habsburgów. W tym samym roku Zygmunt został podniesiony przez cesarza Fryderyka III do godności arcyksięcia.
Dziesięć lat później, w 1487 Zygmunt rozpoczął wojnę zaczepną przeciwko Wenecji, która jednak nie przyniosła rozstrzygnięcia żadnej ze stron. W 1490 musiał wskutek nacisku tyrolskich stanów przekazać władzę nad Tyrolem cesarzowi Maksymilianowi.
Został pochowany w krypcie książęcej w klasztorze Stams.